# باشگاه فوتبال استانستد
باشگاه فوتبال استانستد (به انگلیسی: Stansted Football Club) یک باشگاه فوتبال در شهر استانستد مانتفیچت، کشور انگلستان است که در سال ۱۹۰۲ میلادی تأسیس شده‌است.